# Ranunculus grandifolius
Ranunculus grandifolius C.A. Mey. – gatunek rośliny z rodziny jaskrowatych (Ranunculaceae Juss.). Występuje naturalnie w Rosji (w zachodniej Syberii), Kazachstanie oraz w Chinach (w zachodniej części regionu autonomicznego Sinciang). 

## Morfologia
PokrójBylina ryzomowa o lekko owłosionych pędach. Dorasta do 30–45 cm wysokości.
LiścieSą trójdzielne. Mają nerkowato pięciokątny kształt. Mierzą 2–6,5 cm długości oraz 3,5–11 cm szerokości. Nasada liścia ma sercowaty kształt. Ogonek liściowy jest nagi lub owłosiony i ma 4–24 cm długości.
KwiatySą zebrane od 2 do 7 w baldachogrona. Pojawiają się na szczytach pędów. Dorastają do 20–27 mm średnicy. Mają 5 eliptycznie owalnych działek kielicha, które dorastają do 5–6 mm długości. Mają 5 owalnych płatków o długości 10–13 mm.
OwoceNagie niełupki o odwrotnie jajowatym kształcie i długości 3–4 mm. Tworzą owoc zbiorowy – wieloniełupkę o prawie kulistym kształcie i dorastającą do 7 mm długości.

## Biologia i ekologia
Rośnie na trawiastych zboczach. Występuje na wysokości od 1000 do 2000 m n.p.m. Kwitnie od maja do października. 